# Champagne-Vigny
 Champagne-Vigny  là một xã thuộc tỉnh Charente trong vùng Nouvelle-Aquitaine tây nam nước Pháp. Xã nay có độ cao trung bình 103 mét trên mực nước biển.